# Charles Ruthenberg
Charles Emil "C.E." Ruthenberg (1882—1927) fue un político marxista estadounidense, fundador y líder por mucho tiempo del Partido Comunista de Estados Unidos (PCUSA).

## Biografía
Charles Emil Ruthenberg nació el 9 de julio de 1882 en Cleveland, Ohio. Hijo de un inmigrante alemán que trabajó como obrero portuario, Ruthenberg se graduó en junio de 1896, y se fue a trabajar a un almacén de libros, acudiendo al Berkey and Dyke's Business College en las tardes para un curso de diez meses sobre la conservación de libros, contabilidad y mecanografía. Ruthenberg se casó con Rosaline "Rose" Nickel, también descendiente de alemanes, en junio de 1904. La pareja tuvo un hijo al que llamaron Daniel. En 1909, recibió el graduado en derecho de la Escuela de Derecho de Columbia.

### Los años socialistas (1908-1918)
Primeramente, Ruthenberg se vio atraído por el georgista Tom Johnson, alcalde "reformista" de Cleveland desde 1901 a 1909. Ruthenberg sería pronto atraído a políticas de extrema izquierda, empezando a denominarse socialista a partir de mediados de 1908. Ruthenberg se unió al Partido Socialista de América (Socialist Party of America, SPA) en enero de 1909,  acudiendo a una filial de lengua inglesa en el Condado de Cuyahoga.

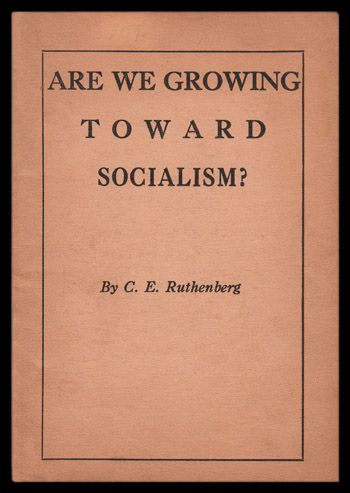
Cubierta del primer panfleto político de Ruthenberg, publicado en 1917 por la filial de Cleveland del Partido Socialista. De acuerdo a WorldCat se conocen menos de doce copias.

Ruthenberg fue un organizador y más tarde Secretario de la filial del Partido Socialista en Cuyahoga continuamente desde 1909 a 1919. Asimismo estuvo en el Comité Ejecutivo Estatal de Ohio, The Ohio Socialist desde 1911 a 1916, periodo en el que editó los periódicos del partido local, The Cleveland Socialist (1911–1913) y Socialist News (1914–1919). Ruthenberg escribió material para el órgano oficial del Partido Socialista de Ohio, The Ohio Socialist. Fue elegido al Comité Nacional del Partido Socialista en 1915 pero fue derrotado por Arthur LeSueur en la votación en la reunión anual de ese organismo para la elección del Comité Nacional Gobernante del partido.
En este periodo, Ruthenberg viajó a muchas ciudades del Nordeste y del Medio Oeste de Estados Unidos, hablándole a grupos obreros, organizaciones de sindicatos, y grupos antibélicos, creando una red de contactos. Estaba asociado al ala del SPA de extrema izquierda llamada Imposibilista, que tenía pocas esperanzas en la eficacia de las reformas mejorativas, buscando la transformación socialista revolucionaria.
A pesar de su desdén hacia las medidas políticas, Ruthenberg fue un frecuente candidato por el Partido Socialista. Su primera experiencia electoral acaeció en 1910, cuando se presentó a Tesorero del Estado de Ohio por el Partido Socialista. En 1911 se presentó para alcalde de Cleveland, en 1912 para Gobernador de Ohio, y para el Senado de los Estados Unidos en 1914. En 1915 se presentó a alcalde de Cleveland y en 1916 al Congreso de los Estados Unidos. En 1917 se presentó por tercera vez a la alcaldía de Cleveland (recibiendo 27.000 votos de un total de 100.000), y en 1918 por segunda vez al Congreso. Su cuarta y última candidatura para alcalde Cleveland fue en 1919.
Ruthenberg figuró como delegado en la Convención Nacional de Emergencia del SPA, en la que sería elegido para el Comité sobre la Guerra y el Militarismo, siendo uno de los tres principales autores del agresivamente antimilitarista programa de San Luis, juntamente con Morris Hillquit y Algernon Lee.
Tras la entrada estadounidense en la Primera Guerra Mundial, Ruthenberg continuó atacando públicamente el conflicto "imperialista" y la participación americana en el mismo. Fue arrestado por violar la Ley de Espionaje y obstruir el reclutamiento en relación con un discurso dado en una manifestación el 17 de mayo de 1917. También fueron arrestados el Secretario Estatal de Ohio Alfred Wagenknecht y el Organizador Estatal Charles Baker. Los tres fueron juzgados conjuntamente en julio de ese año y sentenciados a un año de prisión en la Penitenciaría del Estado de Ohio, decisión respaldada por la Corte Suprema de los Estados Unidos el 15 de enero de 1918. Informado de esta decisión, declaró

La Corte Suprema ha decidido que debemos pasar un año en prisión.
El crimen por el que hemos sido condenados es el de decir la verdad. Creemos en ciertos principios, luchamos por esos principios, y nos encarcelan por inducir a un tal Alphonse Schue a no registrarse.
El cargo es meramente una excusa.... 
El hecho importante es que la clase gobernante temió nuestro mensaje a los trabajadores e intentó silenciarnos. Este hecho debería hacer que un centenar de trabajadores con voluntad retomaran el trabajo que nosotros dejamos...

Ruthenberg, Wagenknecht, y Baker cumplieron casi once meses de su condena, siendo finalmente liberados el 8 de diciembre de 1918.

### Los años comunistas (1919-1927)

#### El disturbio de Cleveland del 1º de mayo
Liberado de la cárcel en diciembre de 1918, Ruthenberg se involucró totalmente en el movimiento izquierdista naciente dentro del Partido Socialista. La celebración del Primero de mayo de 1919 fue un acontecimiento de gran entusiasmo y a la vez de miedo. Se planeó una gigantesca asamblea en Cleveland, en la que cuatro desfiles de manifestantes, muchos con banderas rojas, se encontrarían en la plaza pública para escuchar discursos y marchar por la libertad de Eugene V. Debs y Tom Mooney y la adopción de la jornada laboral de seis horas y el salario mínimo de 1$. Se dice que participaron unas 20.000 personas, con entre 20.000 y 30.000 asistiendo a ver el desfile. Ruthenberg más tarde describiría los acontecimientos que ocurrirían a continuación:

Cuando al cabecera de la manifestación se encontraba a una manzana de la Plaza Pública ocurrió el primer problema. Un agente con uniforme de la Cruz Roja saltó de un camión apara arrebatar una bandera roja a un soldado de uniforme que estaba al inicio de la procesión. Se generó una riña a la que se unieron otros soldados y algunos hombres de negocio. Durante la riña, uno de estos últimos sacó un revólver y amenazó a los trabajadores de la manifestación. En cinco minutos, sin embargo, la pugna se había acabado. El teniente y sus partidarios fueron echados a la acera, se reorganizó la cabecera de la manifestación, y, con la bandera roja ondeando, se prosiguió hacia la Plaza Pública.

Súbitamente irrumpió la policía:

Vinieron por Superior Ave., que divide la plaza en una sección septentrional y una meridional, encabezados por la brigada montada, seguidos por carga tras carga de los agentes. Los periódicos más tarde informaron de que se había dedicado a unos 700 agentes, que se habían concentrado en la Estación Central, los que ahora arremetían contra los manifestantes... El primer millar de trabajadores que llegaron a la plaza tomaron posesión del entarimado para los discursos, que se había construido para la lectura de discursos en reuniones públicas... El presidente estaba por anunciarme como primer conferenciante cuando un agente y unos pocos soldados subieron a la plataforma, pidiéndole al soldado que llevaba la bandera que la soltara... [Entonces], sin aviso, una escuadra de policía montada irrumpió entre la audiencia, pasando con sus caballos por encima de la gente, aporreándola a su paso.

A continuación se originó un disturbio, que enfrentó a la policía y sus partidarios (respaldados por tanques) contra los manifestantes, de los que dos resultarían muertos, cientos heridos, y 150 detenidos en estos Disturbios del Primero de Mayo de Cleveland. Ruthenberg fue acusado de incitar al asesinato en relación con estos hechos, pero no se formuló ninguna condena contra él.

#### Formación del Partido Comunista de Estados Unidos
Ruthenberg fue un temprano seguidor del Left Wing Manifesto escrito por Louis C. Fraina, alrededor del cual se congregó la Sección del Ala Izquierda del Partido Socialista. Fue el candidato respaldado por el Ala Izquierda en las elecciones del partido de 1919 para el Comité Ejecutivo Nacional del Partido Socialista, cuyos resultados han ido objeto de crítica por fraude que favoreció a alguna de las federaciones de idioma integrantes del partido. Ruthenberg fue delegado en la Convención de la Sección del Ala Izquierda de junio de 1919, en la que fue elegido como miembro del Consejo Nacional de la facción. En un principio, Ruthenberg fue partidario de la táctica de continuar luchando para ganar al partido socialista para el Ala Izquierda en su Convención Nacional de Emergencia de 1919 en Chicago, pero al enfrentarse a la presión de la federación para la formación inmediata de un Partido Comunista de América (Communist Party of America, CPA) y al trabajo desesperanzador al que se había enfrentado Wagenknecht y otros, Ruthenberg le dio su apoyo a las federaciones y a su petición de crear inmediatamente un Partido Comunista.
Para los líderes de la federación, dominada por las federaciones de idioma rusa, lituana, polaca y letona, como Alexander Stoklitsky, Nicholas Hourwich y Joseph Stilson, el anglófono Ruthenberg era una pieza valiosa. Tampoco Ruthenberg tuvo ningún acercamiento al idiosincrático Partido Socialista de Michigan, liderado por John Keracher y Dennis Batt. Así pues, el ambicioso Ruthenberg se convirtió en un candidato ideal para dirigir la nueva organización, que sería establecida en Chicago el 1 de septiembre de 1919, el llamado Partido Comunista de América . Mientras que la autoridad decisiva en la Convención y en el Comité Ejecutivo Central elegido en la misma permaneció en manos de las llamadas "federaciones rusas", Ruthenberg fue elegido por el cónclave de Chicago como el primer Secretario Ejecutivo de la organización. Irónicamente, su antiguo camarada en Ohio y compañero en prisión, Alfred Wagenknecht fue elegido para presidir el Partido Comunista Laborista de América (Communist Labor Party, CLP), que surgió como consecuencia de los esfuerzos infructuosos por obtener el control del Partido Socialista en la convención de agosto de 1919. A continuación se dio un breve tiempo de rivalidad, en el que ambas organizaciones comunistas estadounidenses , intentaban obtener el favor (y el apoyo financiero) de la Internacional Comunista (Comintern). Además, para acabar de complicar la situación, tanto el Partido Socialista Laborista de América, como el Partido Socialista de América también buscaban la afiliación al Comintern. El Comintern era firme en lo relativo a su estructura, que exigía que fuera una única organización centralizada por país. Por lo tanto, se demandaba la fusión del Partido Comunista de América y del Partido Comunista Laborista de América.
El cumplimiento de la demanda del Comintern demostró ser una tarea compleja, en los siguientes tres años se dieron una serie de escisiones, uniones, convenciones secretas, comités organizados, y organizaciones paralelas. En términos generales, estalló una lucha entre los líderes del CPA en 1920 y Ruthenberg, juntamente con otros miembros anglófonos -como Isaac Ferguson y Jay Lovestone-, la sección de Chicago de la federación rusa y buena parte de los fondos del partido, se fueron del partido en abril de 1920 y se unieron al Partido Comunista Laborista, formando el Partido Comunista Unido (United Communist Party, UCP) en mayo. Wagenknecht encabezó este nueva organización y colocó a Ruthenberg al cargo de la prensa del partido. Este hecho dejaría al movimiento comunista dividido, y a este partido en oposición al viejo CPA, liderado ahora por Charles Dirba. La situación no se estabilizaría hasta finales de 1922, tras otra unión, otra escisión y una nueva unión, al establecerse un nuevo Partido Comunista de América unificado y un "partido político legal" paralelo, el Partido Obrero de América (Workers Party of America, WPA).
Durante gran parte de este período Ruthenberg estuvo encarcelado. En octubre de 1920, Ruthenberg fue juzgado juntamente con Ferguson en Nueva York por una supuesta violación de la Ley de Anarquismo Criminal del estado, por haber publicado la Sección del Ala Izquierda el Left Wing Manifesto el año anterior. Ambos fueron sentenciados a cinco años en la Penitenciaría del Estado el 29 de octubre de 1920. Estuvieron en la Prisión de Dannemora hasta ser liberados bajo una fianza de $ 5000 el 24 de abril de 1922. Ruthenberg fue inmediatamente nombrado Secretario Ejecutivo del WPA, teniendo a Abram Jakira como encargado de las operaciones diarias del CPA clandestino. El WPA de Ruthenberg creció rápidamente, impulsado por la adhesión de la populosa Federación Finesa del Partido Socialista de América, mientras que el partido clandestino perdía miembros hasta quedar inactivo en 1923. Así pues, Ruthenberg era el único Secretario Ejecutivo del Partido Comunista americano (con el nombre de WPA), posición que conservaría para el resto de su vida, a pesar de que en gran parte de la década de 1920 fue líder de una facción minoritaria del partido.
Las condenas por Anarquismo Criminal de Ruthenberg y Ferguson fueron finalmente revocadas por la Corte Suprema de Nueva York en julio de 1922, solo para sufrir otra ronda de persecuciones, esta vez relacionadas con la fatídica Convención de Unidad de agosto de 1922 celebrada en Bridgman (Michigan).

#### La Convención Bridgman de 1922

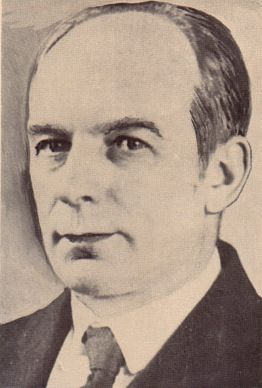
C.E. Ruthenberg, 1924

Se dio un cónclave secreto en un lugar de la costa del Lago Míchigan para unir definitivamente al CPA con la facción disidente. El lugar era estimado como seguro, ya que había sido utilizado para una convención clandestina del UCP en primavera de 1920. Esta vez, sin embargo, un informante de la policía había conseguido ser elegido delegado para la reunión, por lo que las autoridades estuvieron al corriente. La unión no acabó con las rivalidades entre los dos grupos. Ruthenberg y Lovestone estaban enfrentados a la facción liderada por William Foster, con fuertes vínculos con los sindicatos organizados y que quería dirigir el trabajo del partido hacia la clase obrera nativa estadounidense, y James P. Cannon, que dirigía la organización de Defensa Sindical Internacional (International Labor Defense). 
Ruthenberg, su mujer y su hijo Daniel, viajaron a la Unión Soviética hasta 1924, donde trabajó en una fábrica de tractores y equipos agrícolas en Moscú. Estudió ruso en la Universidad Estatal de Moscú. A su regreso a los Estados Unidos, se presentó en vano a la elección para la Cámara de Representantes de Ohio como candidato del WPA. En 1925 el representante del Comintern Serguéi Gusev dictaminó que la parte mayoritaria, cercana a Foster, debía claudicar en su pugna por el control del partido ante la de Ruthenberg, a lo que Foster accedió. Sin embargo, las rivalidades entre facciones evidenciaron su permanencia con ocasión de la huelga de fabricantes de capas de 1926 ya que esta no tuvo éxito debido a que ninguno de los grupos dentro del liderazgo comunista de la sección neoyorquina del Sindicato de Trabajadores de la Confección de Ropa de Señora Internacional (International Ladies' Garment Workers' Union) quiso tomar la responsabilidad de aceptar una huelga que parecía insuficientemente revolucionaria.
Entre 1926 y 1927 fue juzgado por sindicalismo criminal en el estado de Michigan, caso en el que se defendía apelando a la Primera Enmienda (case=Ruthenberg_v_Michigan. Ruthenberg v. Michigan). La Corte Suprema de los Estados Unidos votó 7 a 2 (Louis Brandeis y Oliver Wendell Holmes, Jr.) contra Ruthenberg. Sin embargo, Ruthenberg murió de apendicitis en Chicago, por lo que jamás se publicaría la sentencia. Sus cenizas fueron colocadas en la Necrópolis de la Muralla del Kremlin de Moscú, no lejos de la tumba de su antiguo rival John Reed.

## Obras
Como líder del Partido Comunista de los Estados Unidos, Ruthenberg era esencialmente un administrador más que un teórico marxista. Su periodismo primero es disperso, escribió pocos panfletos y no publicó ningún libro mientras estuvo vivo, excepto un pequeño volumen que reúne su testimonio y el de Isaac Ferguson (quien hacía también de abogado) en su juicio de 1920 en Nueva York. Otro pequeño volumen con extractos de discursos fue publicado por el Partido Comunista en 1928, poco después de su muerte. Ni siquiera este partido, a pesar del estatus icónico de Ruthenberg en el partido, publicó una porción significativa de sus obras en los años subsiguientes. Esta pobreza de materiales ha sido mitigada en la era de Internet, al publicarse en línea gradualmente parte de sus trabajos periodísticos. Para consultar sus obras, se recomienda el Marxists Internet Archive, cuya URL aparece en las referencias.

### Libros y panfletos
- Are We Growing Toward Socialism? Archivado el 20 de julio de 2010 en Wayback Machine. Cleveland: Local Cleveland, Socialist Party, 1917.
- Guilty? Of what?: Speeches Before the Jury in Connection with the Trial of C.E. Ruthenberg, Alfred Wagenknecht, Charles Baker. (enlace roto disponible en Internet Archive; véase el historial, la primera versión y la última). (1917).
- A Communist Trial: Extracts from the Testimony of C.E. Ruthenberg and Closing Address to the Jury by Isaac E. Ferguson (1920).
- The Farmer-Labor United Front (1924).
- Why Every Worker Should Be a Communist and Join the Workers Party por Charles E. Ruthenberg, Chicago, Ill. : Workers Party of America, 1923
- From the Third Through the Fourth Convention of the Workers (Communist) Party of America (1925).
- The Workers (Communist) Party: What It Stands For, Why Workers Should Join (1925).
- Voices of Revolt: Charles E. Ruthenberg. Vol. 10 de la serie "Voices of Revolt". Nueva York: International Publishers, 1928.
- Ruthenberg, Communist Fighter and Leader.  Introducción de Jay Lovestone Nueva York: Workers Library Publishers, 1928.

### Artículos
- "Socialist Party Fights Unity of Action of Workers," Daily Worker, vol. 3, no. 207 (15 de septiembre de 1926), pg. 6.
- "Eugene V. Debs and the Revolutionary Labor Movement," Daily Worker, vol. 3, no. 252 (6 de noviembre de 1926), pg. 6.
- "Many Opportunities for Building the Revolutionary Movement," Daily Worker, vol. 3, no. 269 (27 de noviembre de 1926), pg. 6.
- "The Achievements of the Party,"  Daily Worker, vol. 3, no. 270 (28 de noviembre de 1926), pg. 6.
- "Organization of the Unorganized and Work in the Trade Unions,"  Daily Worker, vol. 3, no. 271 (30 de noviembre de 1926), pg. 6.
- "The Campaign for the Labor Party," Daily Worker, vol. 3, no. 272 (1 de diciembre de 1926), pg. 6.
- "Reorganization of the Workers (Communist) Party,"  Daily Worker, vol. 3, no. 274 (3 de diciembre de 1926), pg. 6.